# Cape doctor
Cape Doctor (The Cape Doctor, także South-Easter) – silny, chłodny i suchy wiatr regionalny wiejący w Afryce Południowej, na wybrzeżach Republiki Południowej Afryki. Wieje od strony Atlantyku i Oceanu Indyjskiego (czyli Indyku), głównie z południowego wschodu. Przynosi ulgę w czasie mocnych upałów, choć bywa też tnący i uciążliwy.
Mimo że mieszkańcy Kapsztadu nie darzą sympatią Cape Doctor'a z powodu jego dokuczliwej siły, jednak północno-zachodnie wiatry zimowe potrafią być wiele silniejsze i bardziej destruktywne aniżeli Cape Doctor.